# Diocese de Calgary
A Diocese de Calgary (Diœcesis Calgariensis) é uma diocese localizada na cidade de Calgary, pertencente a Arquidiocese de Edmonton no Canadá. Foi fundada em 1912 pelo Papa Pio X. Com uma população católica de 515.000 habitantes, sendo 41,5% da população total, possui 68 paróquias com dados de 2018.

## História
A Diocese de Calgary foi criada em 30 de novembro de 1912 pelo Papa Pio X através da cisão da então Diocese de Saint Albert. No mesmo dia a Diocese de Saint Albert é elevada à condição de Arquidiocese, alterando seu nome para Arquidiocese de Edmonton.

## Lista de bispos
A seguir uma lista de bispos desde a criação da diocese em 1912.
|        | Nome                       | Período      | Notas                       |
| Bispos | Bispos                     | Bispos       | Bispos                      |
| ------ | -------------------------- | ------------ | --------------------------- |
| 8º     | William Terrence McGrattan | 2017 - atual |                             |
| 7º     | Frederick Bernard Henry    | 1998 - 2017  |                             |
| 6º     | Paul John O'Byrne          | 1968 -1998   |                             |
| 5º     | Francis Joseph Klein       | 1967 -1968   |                             |
| 4º     | Francis Patrick Carroll    | 1935 -1966   |                             |
| 3º     | Peter Joseph Monahan       | 1932 -1935   | Nomeado arcebispo de Regina |
| 2º     | John Thomas Kidd           | 1932 -1935   | Nomeado bispo de London     |
| 1º     | John Thomas McNally        | 1913 -1924   | Noemado bispo de Hamilton   |